# پاپشمی‌زنبوران
پاپشمی‌زنبوران (نام علمی: Dasypodainae) نام یک تیره از بالاخانواده زنبورواران است.